# Tůně (Pomezí nad Ohří)
Tůně (německy Liebeneck) je malá vesnice, součást obce Pomezí nad Ohří v okrese Cheb v Karlovarském kraji.
Tůně jsou také název katastrálního území o rozloze 1,39 km².

## Historie
První písemná zmínka o vesnici pochází z roku 1346, kdy jejími vlastníky byli Prasberkové. Ti zde založili první tvrz, která však zanikla. Zboží v Tůni koupil roku 1507 chebský měšťan Linhart Neksch a držel vesnici až do druhé poloviny 16. století. V 15. století za Nekschů, zde vzniklo mladší panské sídlo. Zachovaly se rozsáhlé zbytky hradu Liebeneck. Hans Neksch nebo jeho nástupci prodali vesnici kolem roku 1560 Mikuláši Gablerovi, kteří si ji ponechal do roku 1579, kdy ji prodali Volfovi Vischerovi. Po něm koupil vesnici Jiří Hammer a vesnici prodal roku 1629 Frischeisenům z Eisenbergu. Později drželi vesnici až do roku 1735 Junkerové. Po smrti Jana Adama Junkera prodali jeho dědici vesnici městu Cheb. Zámeček byl zřejmě rozebrán na stavební materiál, posléze bylo na troskách hradních budov vystavěno městem Chebem několik hospodářských stavení. Po požáru roku 1845 však došlo k jejich stržení.

## Obyvatelstvo
Při sčítání lidu v roce 1921 zde žilo 59 obyvatel, z nichž bylo 54 německé národnosti a pět cizozemců, z nichž se 55 obyvatel se hlásilo k římskokatolické církvi, čtyři k evangelické.
| Rok            | 1869 | 1880 | 1890 | 1900 | 1910 | 1921 | 1930 | 1950 | 1961 | 1970 | 1980 | 1991 | 2001 | 2011 |
| -------------- | ---- | ---- | ---- | ---- | ---- | ---- | ---- | ---- | ---- | ---- | ---- | ---- | ---- | ---- |
| Počet obyvatel | 94   | 97   | 72   | 70   | 84   | 59   | 57   | 18   | 19   | 15   | 3    | –    | 3    | 17   |
| Počet domů     | 10   | 10   | 11   | 11   | 11   | 11   | 11   | 10   | –    | 5    | 2    | –    | 4    | 5    |

## Obecní správa
Tůně byly v roce 1869 a v letech 1880–1930 a 1950–1976 pod názvem Liebenek osadou obce Mühlbach (Pomezí nad Ohří), v období od roku 1976–1980 osadou obce Pomezí nad Ohří. Od 1.3.1980 se jako část obce neuvádí, staly se součástí obce Pomezí nad Ohří.